# 下芝谷ツ古墳
下芝谷ツ古墳（しもしばやつこふん）は、群馬県高崎市箕郷町下芝にある古墳（積石塚）。形状は方墳。高崎市指定史跡に指定されている。

## 概要

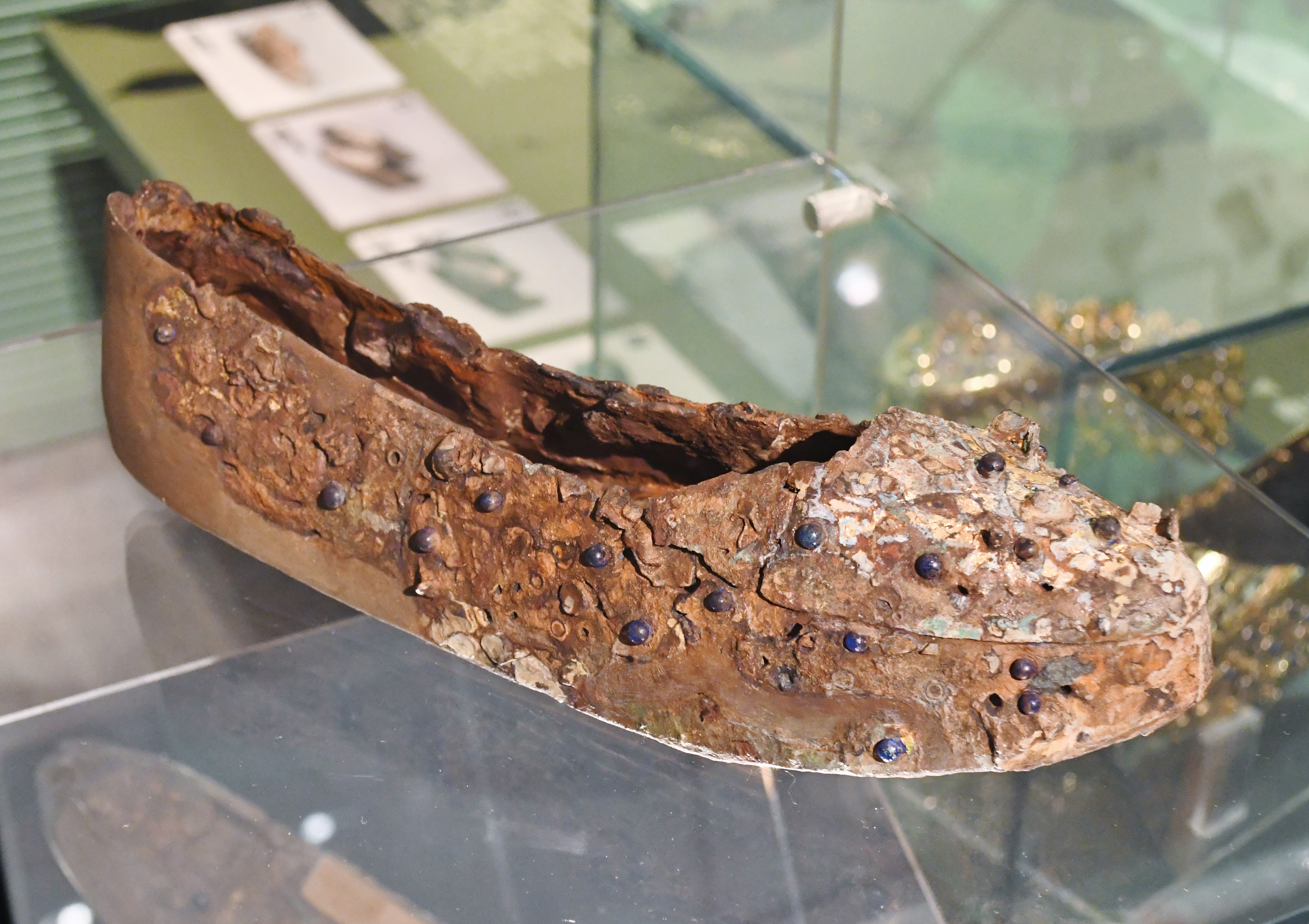
金銅製飾履かみつけの里博物館展示（他画像も同様）。

群馬県中部、榛名山東南麓の井野川・白川間の扇状地形の微高地上に築造された古墳である。榛名山二ッ岳の形成時の泥流で墳丘の大部分が埋没しているほか、1986年（昭和61年）に発掘調査が実施されている。
墳形は方形で、一辺約20メートルを測る。墳丘は2段築成で、下段（高さ約4メートル）は地山削り出しと盛土により、上段は石のみを積み上げた積石塚として構築される。下段の墳丘表面では急角度の葺石が認められるほか、中段平坦面では石敷きのうえで円筒埴輪列が巡る。また墳丘周囲には2重の周濠が巡らされる。埋葬施設は墳頂部中央における竪穴式石室で、東側の大半は破壊されているが、西端が残存する。石室は長さ2.7メートル・幅0.5-0.6メートルを測り、周囲に川原石を敷き詰める。石室内からは、副葬品として鉄地金銅張製飾履（片方）・管玉・金製飾金具・武器武具（眉庇付甲残片・挂甲小札）・馬具（鉄地金銅張f字形轡鏡板・三環鈴・剣菱形杏葉残片・木芯鉄張鐙）などが検出されている。特に飾履は、履いて歩くことが不可能な儀礼用の履き物であり、ガラス玉をはめ込んで歩揺で飾られ、類例の限られた優品として注目される。
築造時期は古墳時代後期の6世紀初頭頃と推定される。積石塚の墳丘、豊富な副葬品、周辺集落からの朝鮮半島系土器の出土の点で朝鮮半島色の濃い特色が認められ、渡来系有力者の墓と推測される。東方には大首長墓群として保渡田古墳群が営まれており、その地域圏内での渡来人の位置づけを考察するうえで重要視される古墳になる。
古墳域は1987年（昭和62年）に旧箕郷町指定史跡（現在は高崎市指定史跡）に指定された。現在では埋め戻された状態で保存されている。

## 遺跡歴
- 1986年（昭和61年）、県営ほ場整備事業に伴う発掘調査。
- 1987年（昭和62年）3月16日、旧箕郷町指定史跡に指定（現在は高崎市指定史跡）[3]。

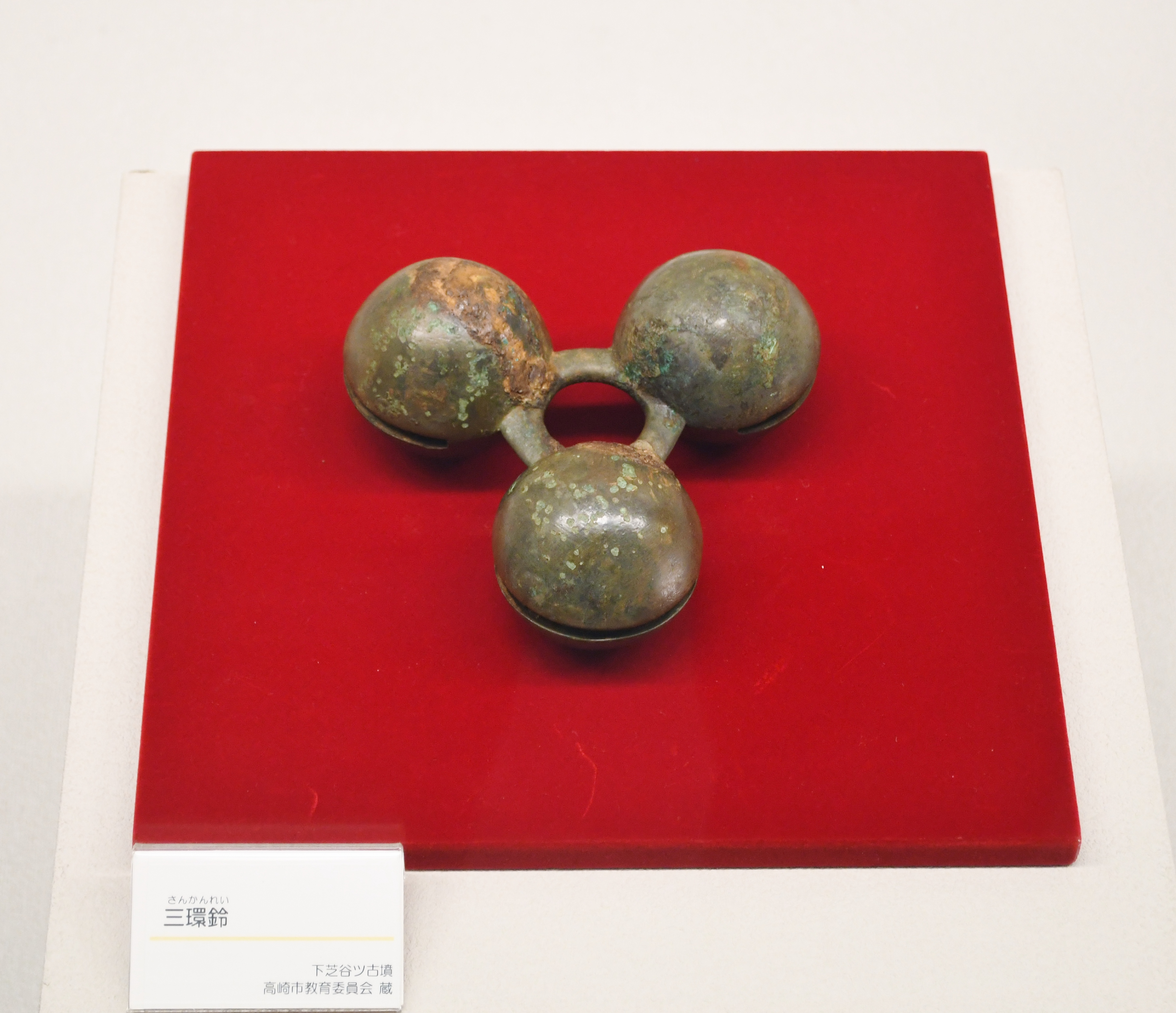
三環鈴
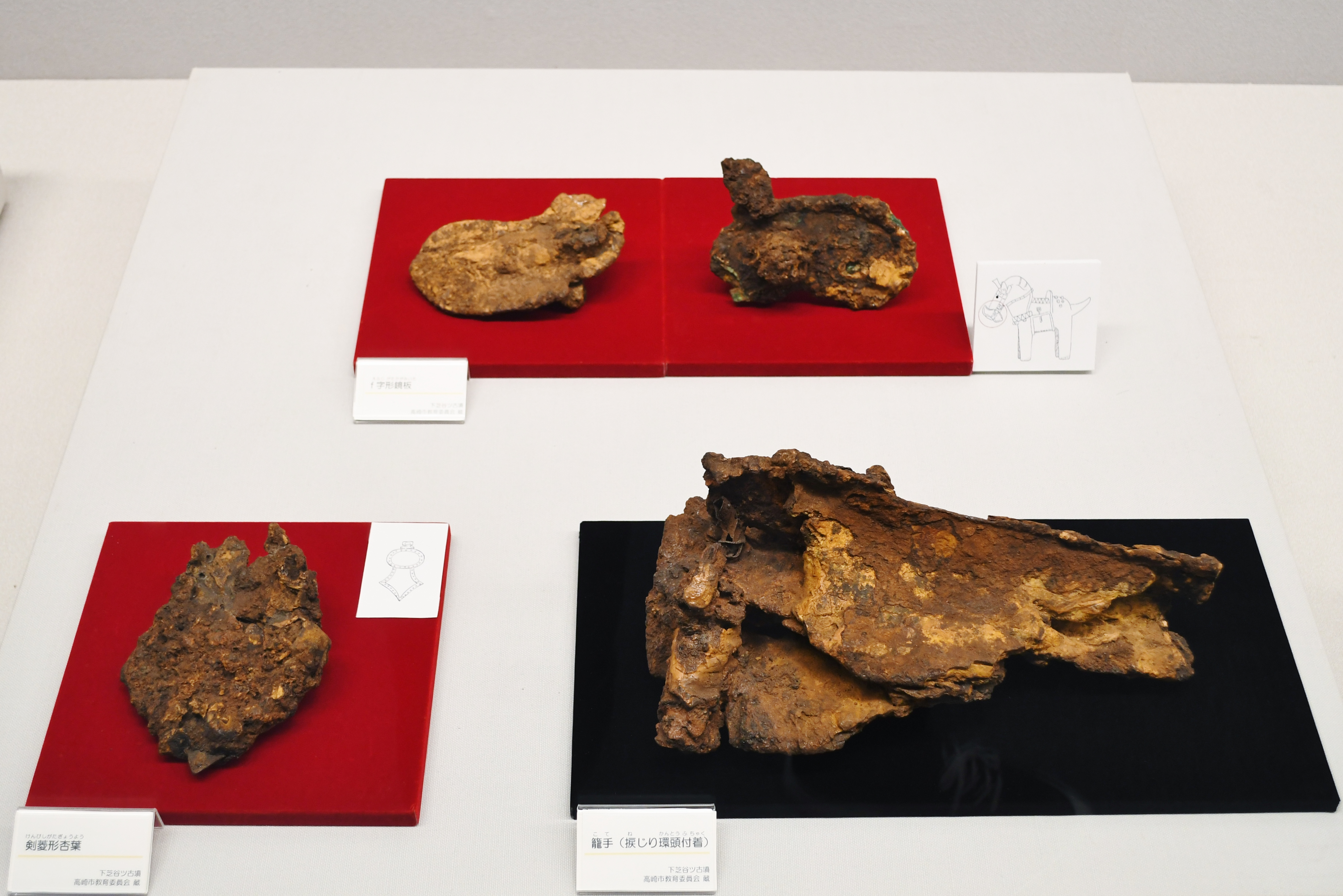
馬具
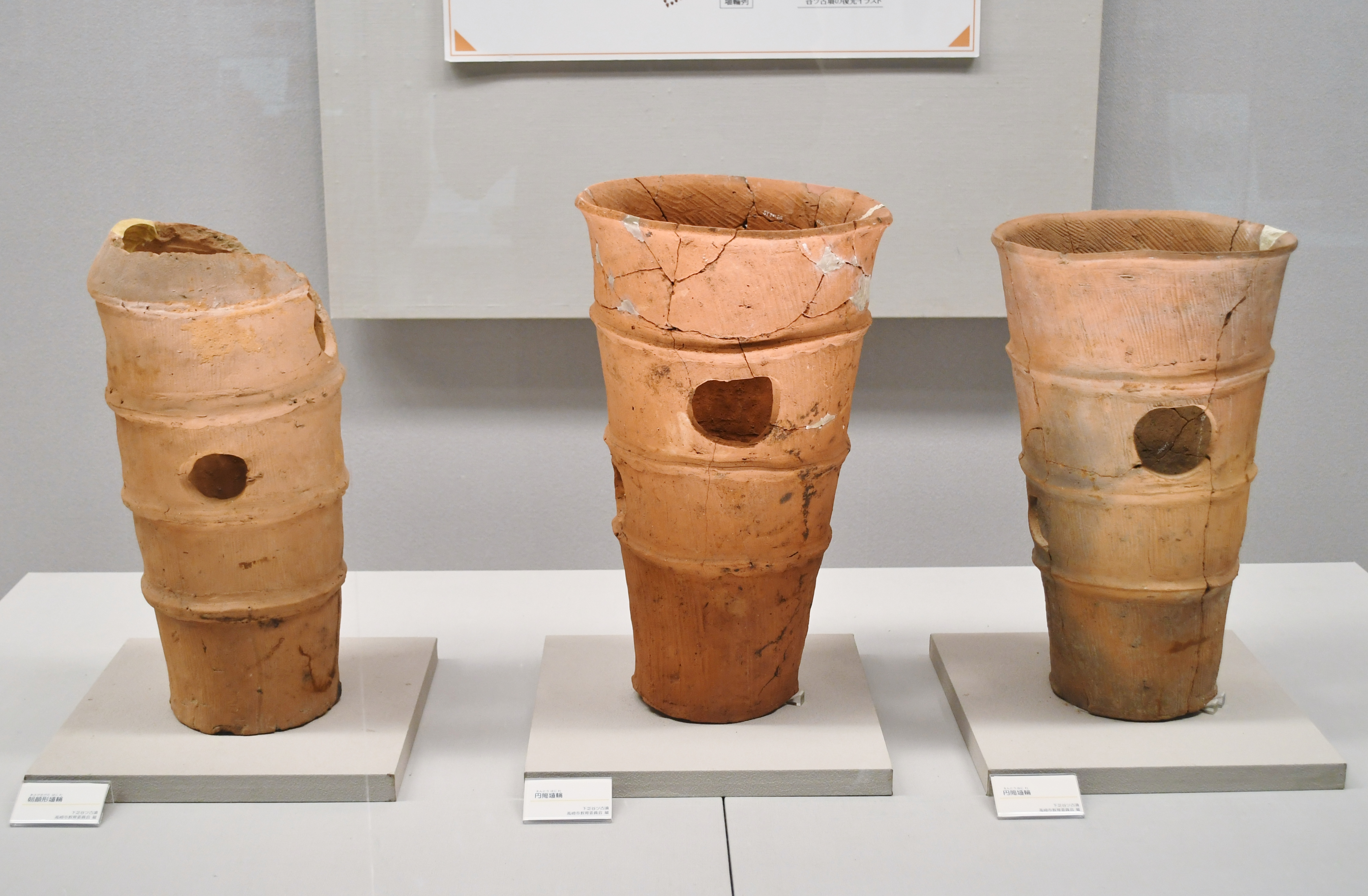
円筒埴輪・朝顔形埴輪

## 文化財

### 高崎市指定文化財
- 史跡
  - 下芝谷ツ古墳 - 1987年（昭和62年）3月16日指定[3][1]。

## 関連施設
- かみつけの里博物館（高崎市井出町） - 下芝谷ツ古墳の出土品等を保管・展示。

## 関連文献
（記事執筆に使用していない関連文献）
- 田口一郎「群馬県下芝・谷ツ古墳」『日本考古学年報』第39号、日本考古学会、1988年。